# أنرجان (تبريز)
أنرجان هي قرية في مقاطعة تبريز، إيران. عدد سكان هذه القرية هو 944 في سنة 2006.